# Cubillos
Cubillos település Spanyolországban,  Zamora tartományban. Cubillos Valcabado, Roales, La Hiniesta, Montamarta, Moreruela de los Infanzones, Torres del Carrizal, Molacillos és Monfarracinos községekkel határos. Lakosainak száma 295 fő (2024).

## Népesség
A település népessége az utóbbi években az alábbiak szerint változott:
| Lakosok száma | 398  | 392  | 377  | 363  | 351  | 332  | 316  | 313  | 297  | 295  |
|               | 2001 | 2004 | 2007 | 2009 | 2012 | 2014 | 2017 | 2019 | 2022 | 2024 |